# Сесиль Арнольд
Сесиль Арнольд (1891—1931) — американская актриса немого кино, одна из участниц ревю «Безумства Зигфелда».
Сесиль Лаваль Арнокс (англ. Cecile Laval Arnoux) родилась в Луисвилле, штат Кентукки, в 1891 году. Начала выступать в амплуа роковой женщины в ревю «Безумства Зигфелда». В 1913 году перешла в кинокомпанию Мака Сеннетта «Keystone Studios». За время своей кинокарьеры появилась по крайней мере в пятидесяти фильмах с такими знаменитостями как Чарли Чаплин, Роско Арбакл, Мак Суэйн и сводный брат Чарли Чаплина Сидни. Закончила свою карьеру в кино в 1917 году, чтобы выйти замуж за банкира и переехать на Восток, где она умерла в Гонконге от гриппа в 1931 году.

## Избранная фильмография
- 1914 — Лицо на полу бара — Маделен
- 1914 — Маскарадная маска
- 1914 — Тесто и динамит — официантка
- 1914 — Его новая профессия
- 1914 — Транжиры
- 1914 — Эти муки любви — блондинка
- 1914 — Его музыкальная карьера — жена Богача
- 1914 — Состоявшееся знакомство
- 1914 — Его доисторическое прошлое